# Higashiizu
Higashiizu (東伊豆町, Higashiizu-chō) est un bourg du district de Kamo, situé dans la préfecture de Shizuoka, au Japon.

## Géographie

### Démographie
En 2010, le bourg de Higashiizu comptait 14 403 habitants répartis sur une superficie de 77,83 km2 (densité de population de 185 hab./km2).